# Станьково (Минская область)
Ста́ньково (бел. Станькава) — деревня в Дзержинском районе Минской области Республики Беларусь. Административный центр Станьковского сельсовета. Расположена на реке Рапусса, в 10 километрах юго-восточнее Дзержинска, в 9 километрах от железнодорожной станции Койданово (линия Минск—Барановичи), рядом проходит автодорога Негорелое—Самохваловичи.

## История
Станьково известно со времён ВКЛ, с конца XV века. Изначально принадлежала Дорогостайским, затем Радзивиллам, а в 1545 году, имение Станьково — владение Ю.Володковича и находится в Минском повете, Минского воеводства. С 1567 года — шляхетская собственность. В 1588 года — местечко, 30 дворов, действовала мельница, костёл, церковь, рынок. Насчитывалось 3 улицы: Койдановская, Минская, Негорельская.
Во второй половине XVIII века принадлежала казначею Дзереасу, а с 1799 года — во владении Чапских. После второго раздела Речи Посполитой 1793 года — в составе Российской империи в Минском уезде Минской губернии (с 1802 года). В 1800 году — 36 дворов, 152 жителя, имеются деревянный хозяйский дом, деревянная униатская церковь Петра и Павла, часовня Николая Чудотворца, корчма, водяная мельница. С 1815 года действовал местный спиртзавод (в 1825 году — 12 рабочих). В 1858 году на средства помещика и сельчан построена каменная Николаевская церковь, в 1863 году открыт приход и школа, в которой в 1892 году обучались 53 ученика и 15 учениц. В 1858 году в местечке — 15 ревизионных душ.
В 1869—1873 годах в Станьково была проведена железнодорожная ветка от недавно построенной Московско-Брестской железной дороги. На железнодорожном ответвлении существовало две станции — одна непосредственно в Станьково (возле кирпичного, ректификационного заводов, винокурни и мельницы), вторая — в районе нынешнего остановочного пункта Станьково. Железнодорожное полотно проходило через деревню Кукшевичи, и далее по нынешней дороге Р-65. В 1930 году была сделана развилка на территорию нынешней воинской части и военного городка. В годы немецко-фашистской оккупации (1941—1944), эта линия использовалась для подвоза эшелонов к урочищу Рыжавка, где проводились массовые убийства евреев. В 1957 году всё ответвление от Станьково до основной железнодорожной магистрали разобрали, а рельсы были использованы для строительства трамвайных путей города Минска.
В 1868 году был открыт госпиталь, в 1880 году открыта больница. В 1860-е владелец имения Эмерик Чапский создал тут музей, площадью 130 м², имел 8 отделов. В 1894 году часть музея была перевезена в Краков, где послужила основой музея и библиотеки Чапский (теперь в составе национального музея Польши). В имении Станьково в конце XIX века разводили чистокровный рогатый скот шведской породы. В 1883 году Эмерик Чапский на выставке в Минске был награждён золотой медалью.
Во второй половине XIX век — начале XX века местечко — центр волости в Минском уезде. На протяжении 2-й половины были построены различные павильоны, жилые и хозяйственные постройки, которые составили парково-усадебный комплекс. В 1876 году художник Наполеон Орда создал зарисовки местечка Станьково, в 1886 году — 42 двора, 390 жителей, имелась волостная управа, церковно-приходская школа, больница, винокурня, народное училище, мельница. В 1897 году в селе насчитывалось 87 дворов, 538 жителей, а также появились церковная лавка, хлебозапасной магазин. 27 сельчан кроме земледелия, занимались бондарным промыслом. В 1899 году, графом Чапским была открыта пивоварня. В 1903 году, когда в Станьково стали исследоваться возможные месторождения торфа, в ноябре начала действовать лесопилка.

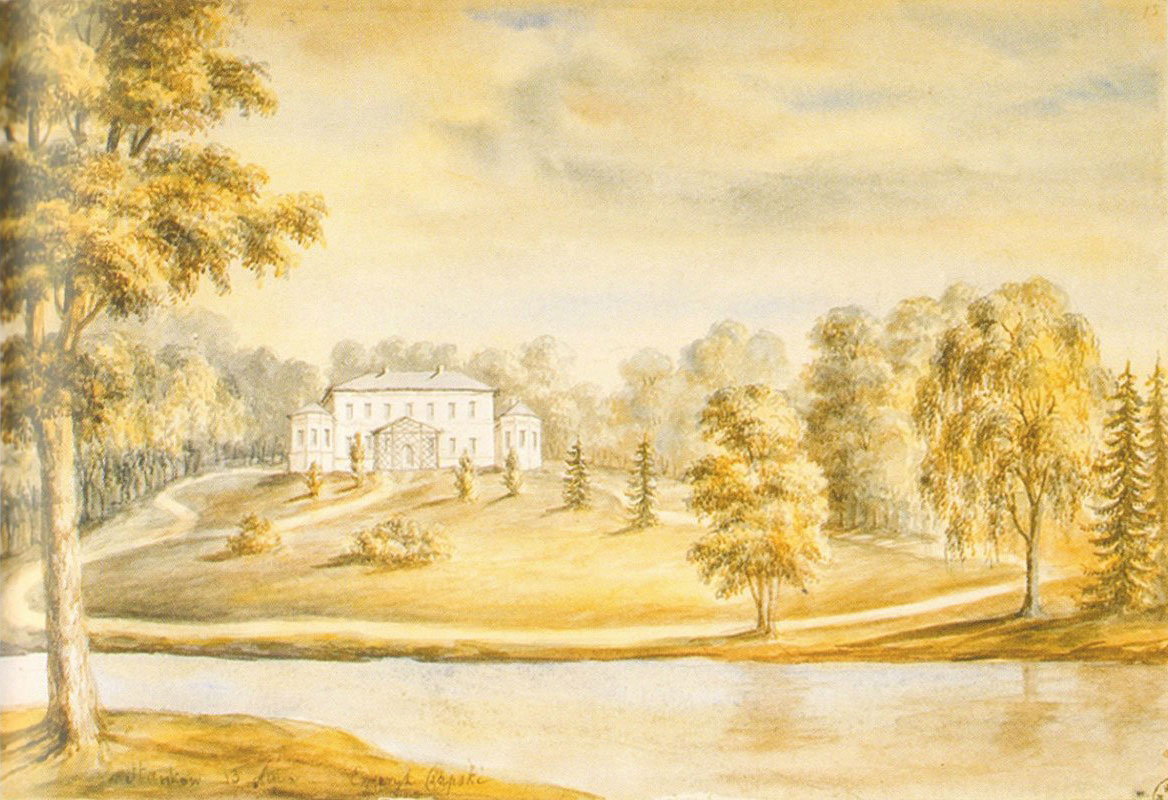
Дворец Чапских. Н. Орда, XIX век

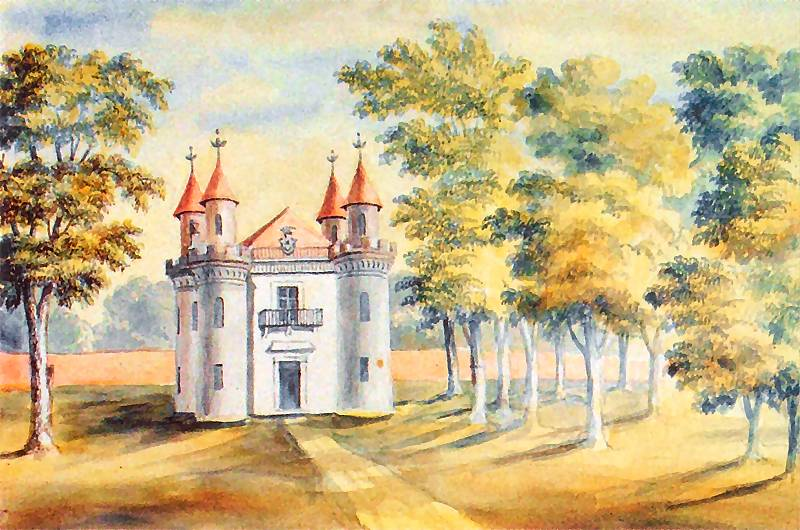
Павильон «Скарбец». Н. Орда, XIX век

В Первую мировую войну с лета 1915 года Станьково находилось в прифронтовой зоне. Некоторое время здесь располагался штаб 4-й русской армии Западного фронта. В октябре 1917 года в селе было 114 дворов, 549 жителей, в ноябре 1917 года в деревне была установлена Советская власть, крестьянами была захвачена помещичья усадьба. С 1919 года здесь действовал волостной военкомат. В 1920-е годы на месте усадьбы был создан детский дом, существующий до сих пор. В марте 1921 года была открыта школа 2-й ступени. С 20 августа 1924 года — центр Станьковского сельсовета в составе Койдановского района Минского округа. 15 марта 1932 года район реорганизован в Койдановский национальный польский район. 29 июня 1932 года район переименован в Дзержинский. 31 июля 1937 года район упразднен, сельсовет присоединен к Минскому району. 4 февраля 1939 года сельсовет передан в состав восстановленного Дзержинского района. В 1926 году в селе 147 дворов, 689 жителей, действовал допризывной пункт (140 человек), совхоз. В 1930-е годы в усадебно-парковом комплексе проводились съёмки фильма «Дубровский» по повести Пушкина. В годы коллективизации создан колхоз. В 1932 году здесь начал работать польский педагогический техникум (закрытый в 1936 году, после упразднения польской автономии).
Станьково было оккупировано фашистско-немецкими захватчиками в Великую Отечественную войну с 27 июня 1941 года по 6 июля 1944 года. В годы оккупации действовала группа Дзержинского антифашистского подполья. На фронте погибли и пропали без вести 56 жителей.
В 1960 году в деревне было 617 жителей, в посёлке — 801 житель. Деревня — центр колхоза имени Ленина. В 1970 году — 169 дворов, 908 жителей. В 1980-е годы в окрестностях Станьково базировалась 189-я ракетная бригада, на вооружении которой находились ракеты «Ока» (ОТР-23), утилизированные по условиям Договора о ликвидации ракет средней и меньшей дальности.
В 1998 к деревне был присоединен жилой фонд военного городка Дзержинск-2 (1965 жителей). В 2009 было 691 хозяйство, 1692 жителя, центр агрокомбината «Дзержинский».

### Станьковский бой (1943)
Состоялся 9 января 1943 года между партизанами 200-й партизанской бригады имени К. К. Рокоссовского и немецко-фашистскими захватчиками около д. Станьково.

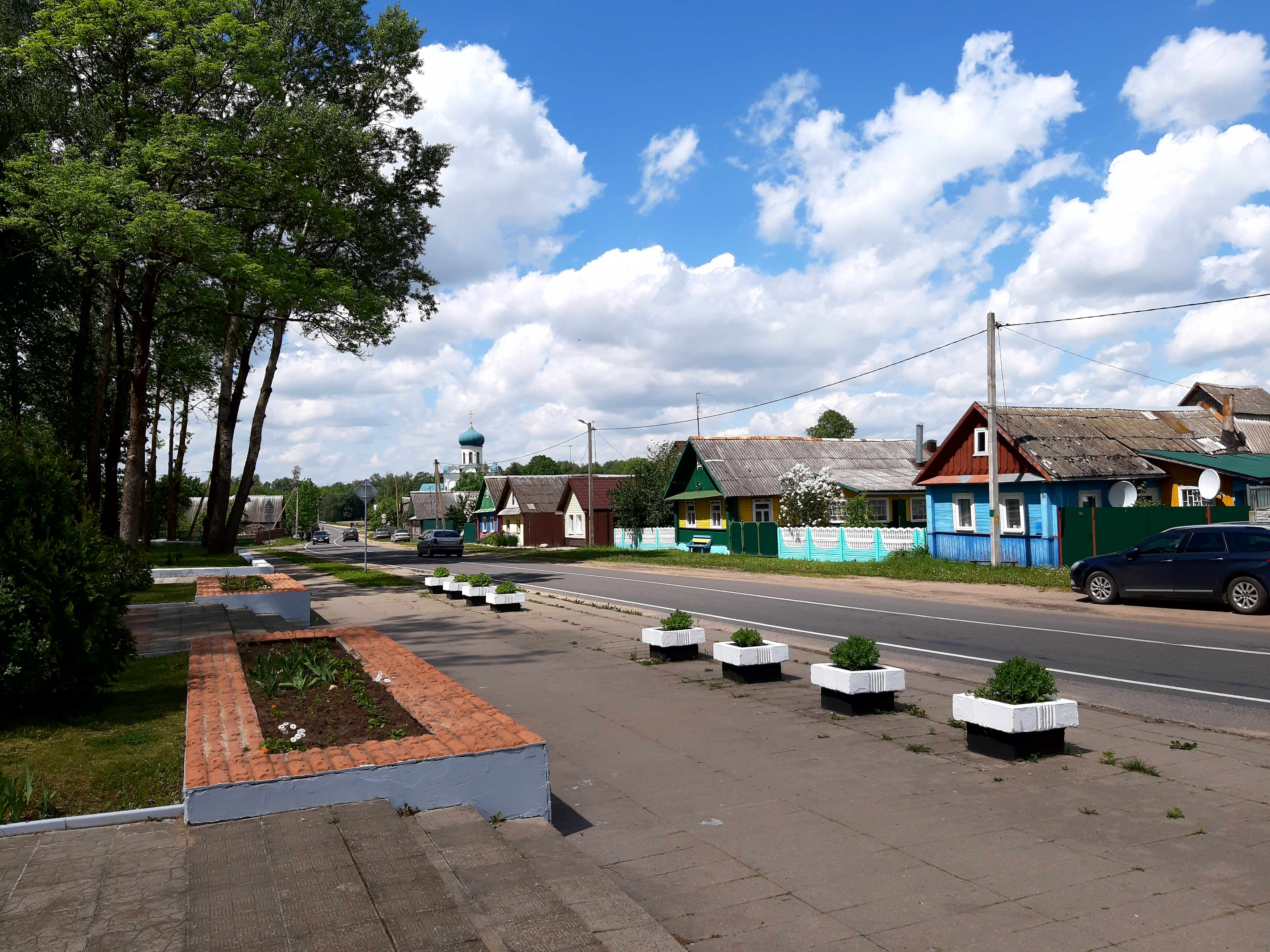
Улица Марата Казея

Во время карательной операции «Якоб» враг поставил цель уничтожить партизанскую бригаду. Каратели вышли на исходные позиции и начали сплошное блокирование Станьковского леса. Все выходы из леса были перекрыты. Противник начал концентрированное наступление-прочесывание в глубину леса. Немцам удалось расчленить часть партизанских сил. Но их попытка окружить и уничтожить партизанскую бригаду провалилась. Умелыми тактическими манёврами партизаны целый день отбивались от наседавшего со всех сторон врага и вышли из блокированного им Станьковского леса. В результате боя были нанесены убытки партизанам убитыми, ранеными, обмороженными. Каратели, не добившись успеха в борьбе с партизанами, сожгли примыкающей к Станьковского леса деревни Литавец и Любажанка. Они увековечены в мемориальном комплексе «Хатынь». Партизанская бригада после боя уцелела, перегруппировала свои силы и до момента освобождения Дзержинщины контролировала территорию района на юге и юго-востоке.

### Разрушение церкви (1961)
Весной 1961 году на озере прорвало старую плотину. Было затоплено поле и соседняя деревня Каменка. Для возведения новой плотины были разрушены некоторые постройки усадьбы, а также и Свято-Николаевская церковь.
Мартовским утром 1961 года люди с ближайших к храму домов были временно выселены, зона взрыва оцеплена. Ровно в 12 часов был сделан первый взрыв. Облако пылевой завесы окутало место взрыва, а когда оно рассеялось, то храм стоял невредим. Взрывать всё здание церкви целиком не стали, так как близко стояли жилые дома. Договорились с помощью танков и стальных тросов растащить стены храма и разрушить его окончательно. Однако стены не поддавались. Храм был восстановлен в 2007—2011 годах.

## Улицы
- улица Марата Казея (бел. вуліца Марата Казея) — главная улица
- Войсковая улица (бел. Вайсковая вуліца)
- Парковая улица (бел. Паркавая вуліца)
- Коммунистическая улица (бел. Камуністычная вуліца)
- Пионерская улица (бел. Піянерская вуліца)
- Октябрьская улица (бел. Кастрычніцкая вуліца)
- Садовая улица (бел. Садовая вуліца)
- Негорельская улица (бел. Негарэльская вуліца)
- Солнечная улица (бел. Сонечная вуліца)
- Дружная улица (бел. Дружная вуліца)
- Молодёжная улица (бел. Маладзёжная вуліца)
- улица Чапского (бел. вуліца Чапскага)
- Цветочная улица (бел. Кветкавая вуліца)
- Первомайская улица (бел. Першамайская вуліца)
- Первомайский переулок (бел. Першамайскі завулак)

## Население
| Численность населения (по годам) | Численность населения (по годам) | Численность населения (по годам) | Численность населения (по годам) | Численность населения (по годам) | Численность населения (по годам) | Численность населения (по годам) | Численность населения (по годам) | Численность населения (по годам) |
| 1800                             | 1886                             | 1897                             | 1909                             | 1917                             | 1929                             | 1960                             | 1970                             | 1998                             |
| -------------------------------- | -------------------------------- | -------------------------------- | -------------------------------- | -------------------------------- | -------------------------------- | -------------------------------- | -------------------------------- | -------------------------------- |
| 152                              | ↗390                             | ↗538                             | ↗688                             | ↘549                             | ↗689                             | ↘617                             | ↗908                             | ↘677                             |
| 1999                             | 2001                             | 2004                             | 2010                             | 2017                             | 2018                             | 2020                             |                                  |                                  |
| ↗2325                            | ↘1832                            | ↗1859                            | ↘1692                            | ↗1707                            | ↘1690                            | ↘1678                            |                                  |                                  |

## Инфраструктура

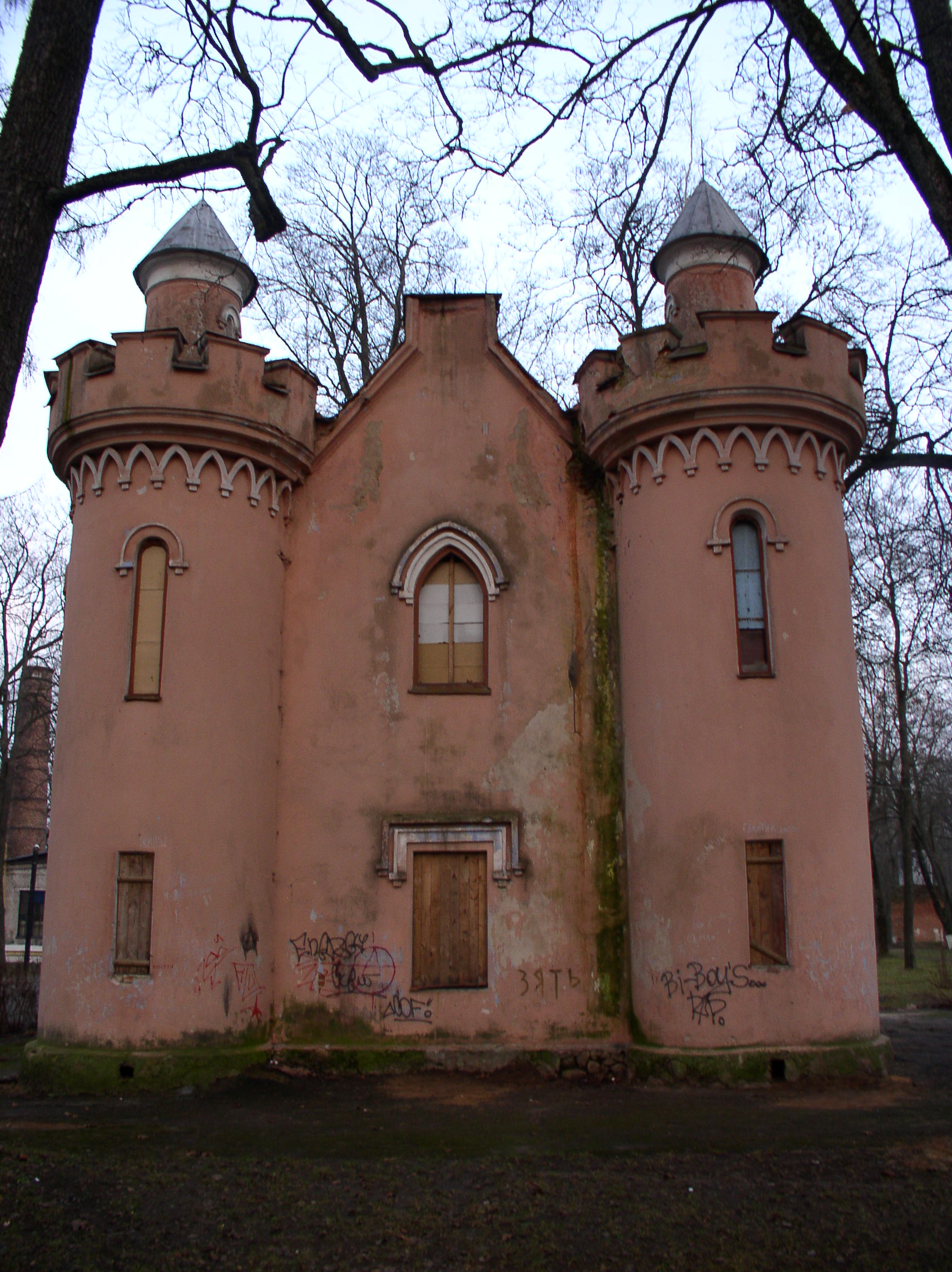
Библиотека усадьбы Чапских — «Скарбец»

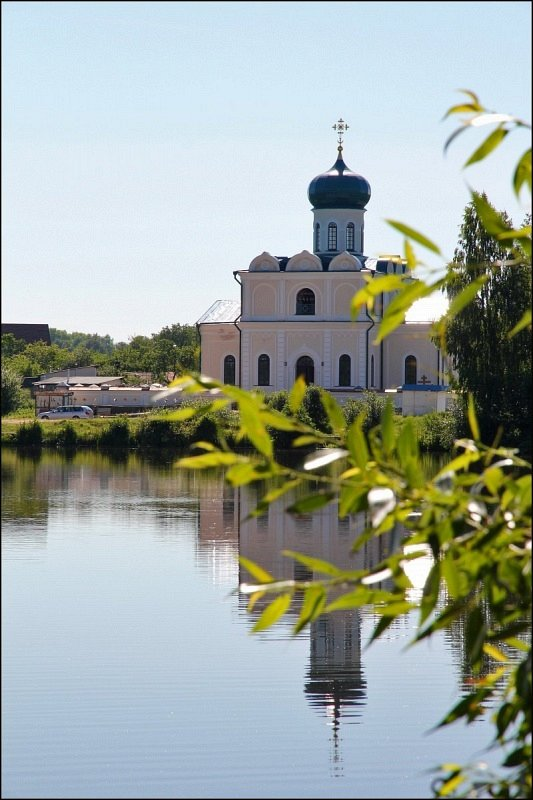
Восстановленная Свято-Николаевская церковь

- ГУО «Станьковская средняя школа имени Марата Казея»
- ГУО «Станьковский ясли-сад № 1»
- ГУО «Станьковский детский сад № 2»
- ГУДО «Дзержинский районный центр туризма и краеведения»
- Станьковская музыкальная школа
- Станьковская врачебная амбулатория
- Отделения «Белпочты» и «Беларусбанка»
- 8 продуктовых и 2 промтоварных магазина
- Станьковский комплексно-приёмный пункт
- Станьковский сельский Дом культуры[14]

## Культура
- Музей ГУО «Станьковская средняя школа имени Марата Казея»
- Возле деревни также находится военно-исторический комплекс «Минский укрепрайон», в экспозиции которого находятся танки и прочая военная техника, переданная в 2009 году музеем ВОВ в Минске
- Центр экологического туризма «Станьково»

## Достопримечательности
- Братская могила 35 красноармейцев, погибших в 1918 году за установление Советской власти и в 1920 году против белополяков
- Братские могилы советских воинов, в которых погребены 41 солдат, погибшие в 1944 году в боях за деревню против фашистских захватчиков
- Могила Марата Казея — героя Советского союза.  Историко-культурная ценность Республики Беларусь, шифр 613Д000143. В сельском сквере М. Казею также установлена стела-памятник.
- Могила партизана Степанова Михаила в виде обелиска
- Мемориальная доска Маратау Казею
- Мемориальная доска Дзержинскому подпольному райкому КПБ(б)
- Памятник 46 землякам, погибшим в войну
- Усадебно-парковый комплекс графов Чапских —  Историко-культурная ценность Республики Беларусь, шифр 613Г000144
  - брама и сторожка (1880—90-е гг.)
  - библиотека «Скарбец» (1880 г.)
  - беседка (конец XIX в.)
  - дом жилой (1900 г.)
  - амбар, конюшня (1897 г.)
  - флигель (1900 г.)
  - кузница (конец XIX в.)
  - водонапорная башня (конец XIX—начало XX вв.)
  - ограда (2-я половина XIX в.)
- Церковь св. Николая (1858 год постройки, реконструирована в начале XXI века)
- В деревне имеется много построек XIX — начала XX века

В деревне расположен Центр управления полётами.

## Галерея

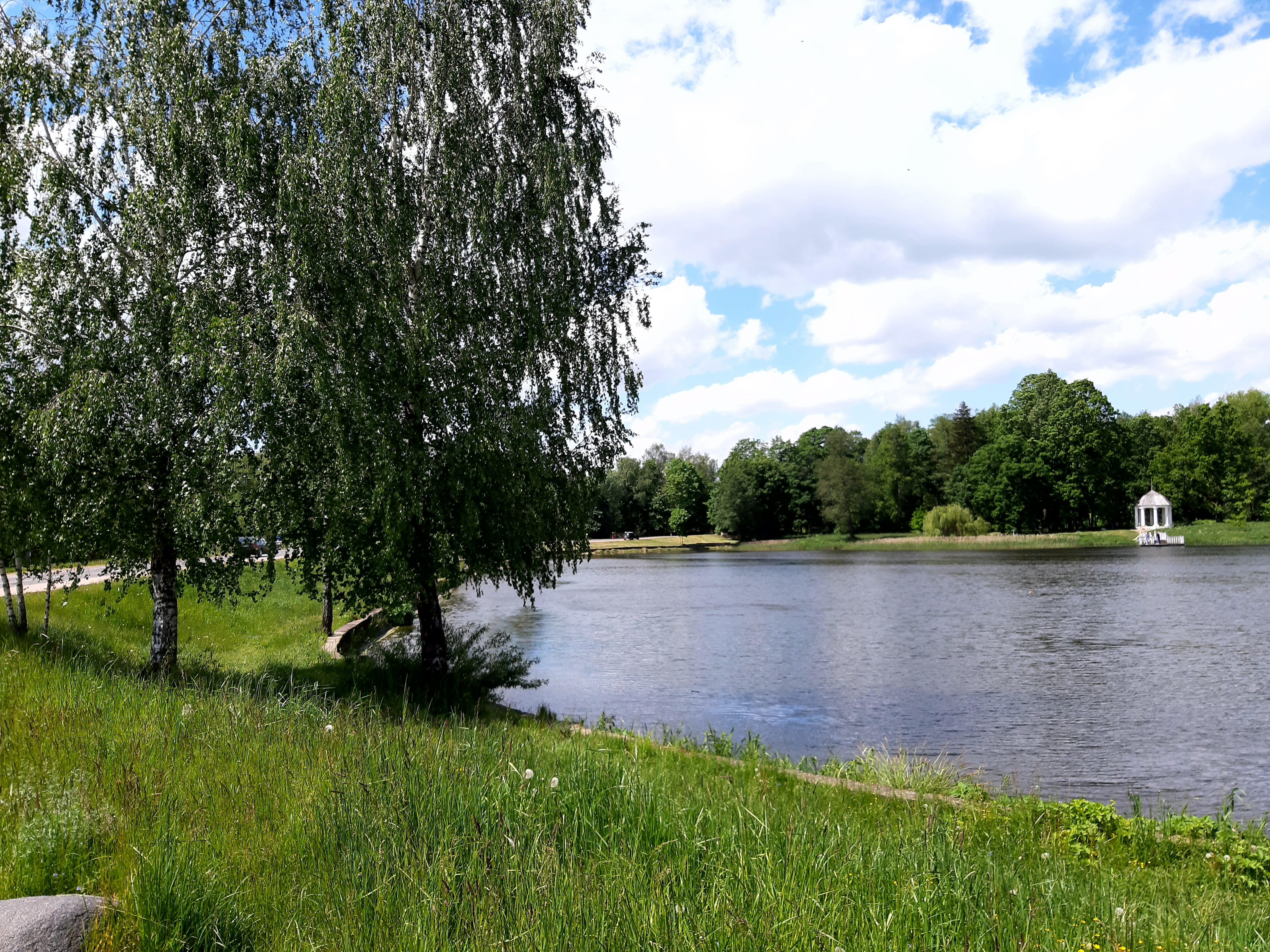
Усадебно-парковый комплекс
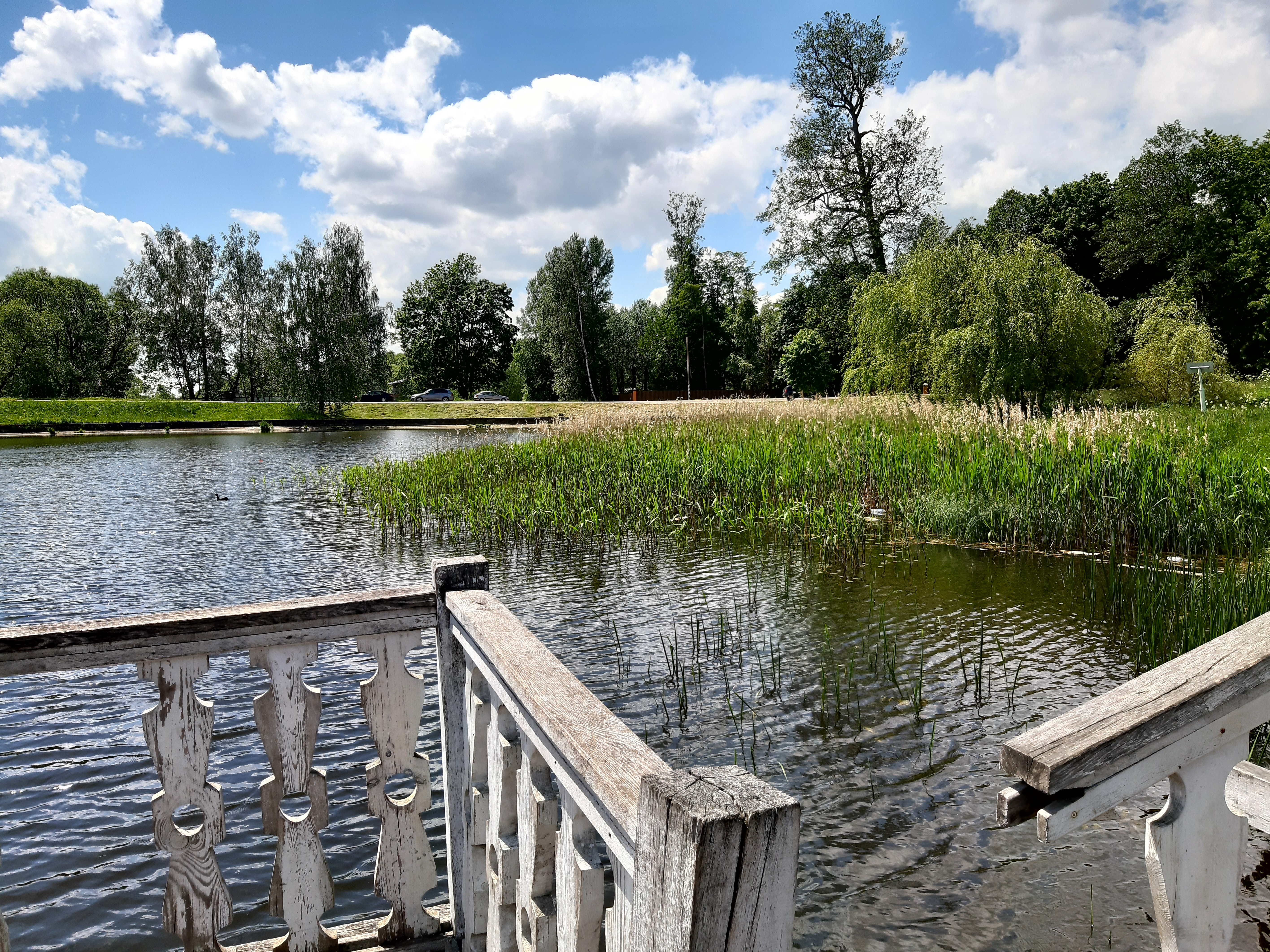
Усадебно-парковый комплекс
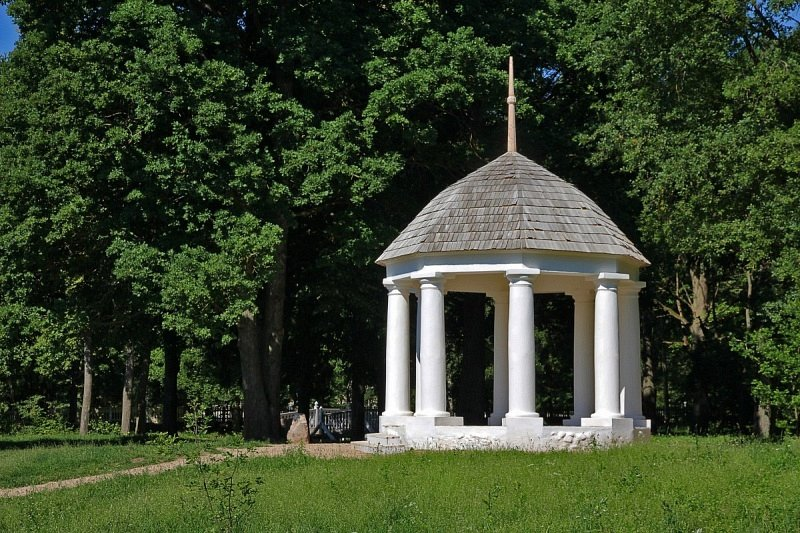
Альтанка
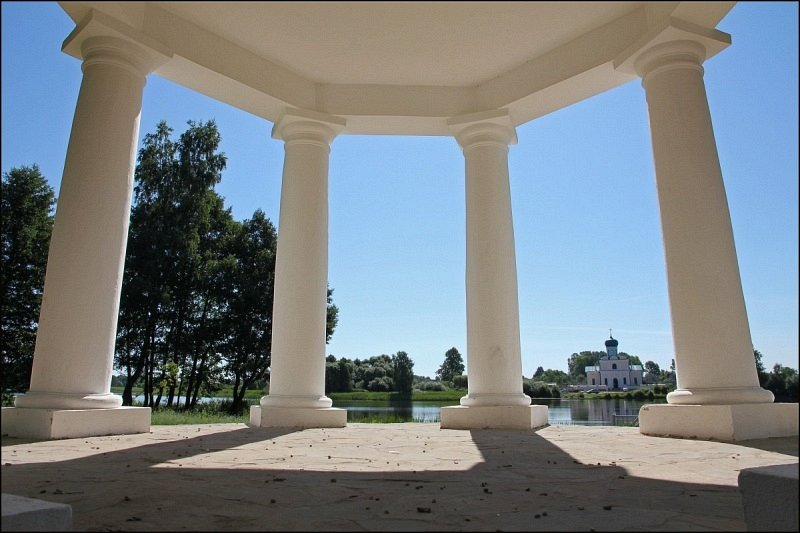
Альтанка
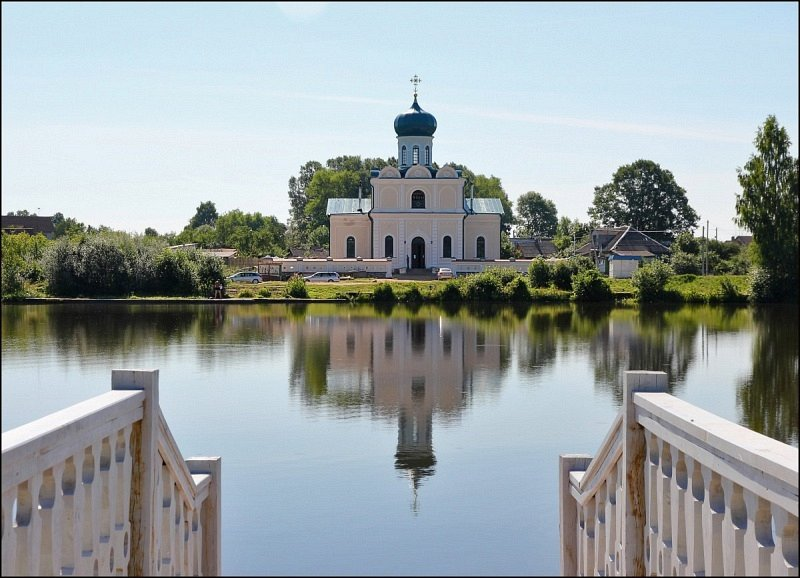
Свято-Николаевская церковь
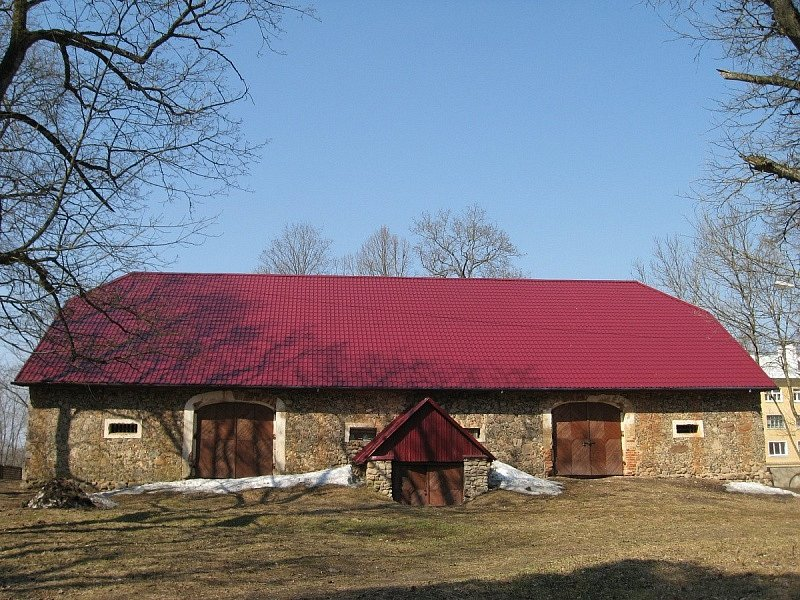
Амбар
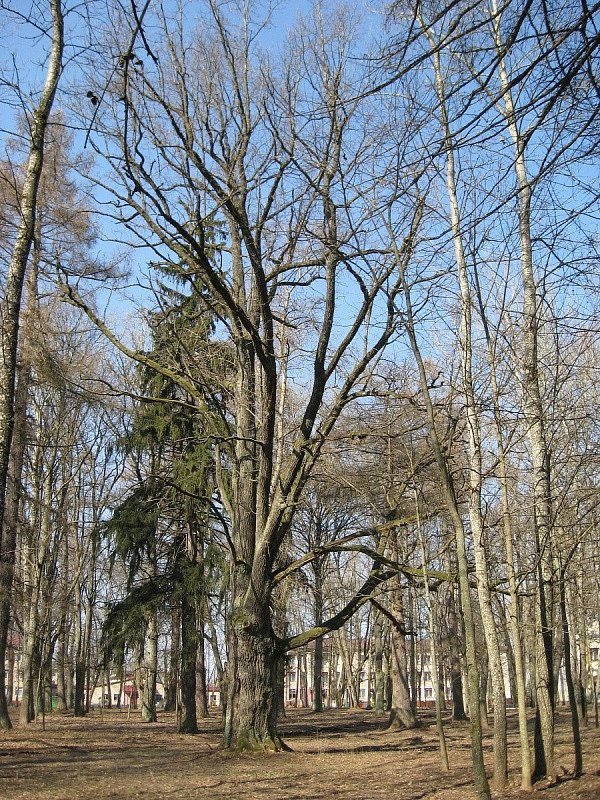
500-летний Дуб
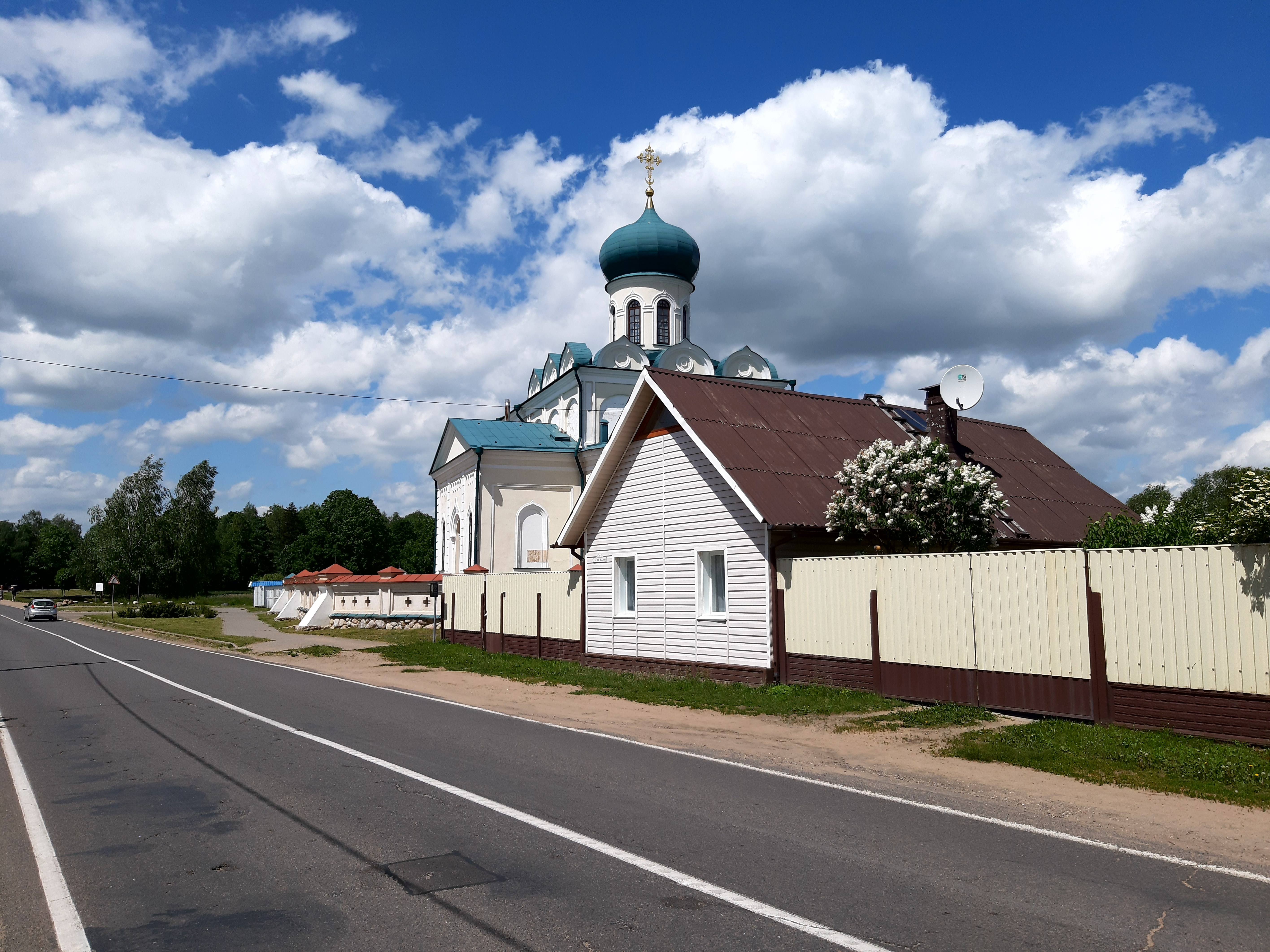
Дом Марата Казея

## Известные уроженцы
- Марат Иванович Казей (10 октября 1929—11 мая 1944) — советский белорусский пионер-герой, юный красный партизан-разведчик[15]
- Ариадна Ивановна Казей (23 декабря 1925—15 апреля 2008) — белорусская советская партизанка и заслуженная труженица, заслуженная учительница БССР[16]